# 思洪法
思洪法（—1480年），《明史》、《明实录》作思洪发，孟养君主，思卜法之子（另说思任法之子）。

## 生平
前任孟养君主思卜法未获得明朝的土司头衔，不过明朝默许了思氏占据孟养的事实。约1461年，思卜法去世，思洪法继孟养君位。
1465年，思洪法遣陶孟刀板庆入贡，明宪宗赠给礼物若干。1469年，又遣陶孟刀白蛮入贡。1471年，缅甸宣慰卜剌浪称孟养是缅甸故地，希望能占据孟养地方，明朝遣太监钱能调查。钱能汇报孟养是思洪法管理的地盘，并非缅甸故地，明廷拒绝了缅甸的请求。1474年，思洪法及母曩罕岳再遣陶孟刀板庆入贡。缅甸正史《琉璃宫史》记载与中国史籍相抵牾，缅书称孟养早在思机法时代就已向缅甸献礼称臣，缅甸在1475年平定了孟养与孟拱的纷争，将太公城与孟养城赐给孟拱土司。
1479年，缅甸宣慰卜剌浪再次向明朝请求管理孟养地，称麓川之役时，明朝许诺过谁能擒获思任法，明朝就将孟养交给他管理，缅甸擒获并献上了思任法及妻子，却未能获得土地，现在孟养被思氏占据，思洪法甚至打算出兵占领缅甸朝贡的必经之路贡章（贡章原为陇川与木邦分治）。兵部尚书余子俊认为思洪法没有过错，不能强行夺取他管理的土地。明宪宗派人告诫思洪法，令其不得阻碍缅甸入贡。
据《曼尼普尔诸王编年史》记载，塞迦历1392年（公元1470年），曼尼普尔王米丁乌·坎帕（Meetingu Kyampa）与蓬国王召法贺洪法（Choupha Khekkhompa）结盟，一起攻打钦敦江流域诸部落，召法贺洪法当为思洪法。
约1480年前后，思洪法去世，思陆法继位。

## 引用
1. 1 2  明史·卷三百十五·云南土司传三，8152页，孟养条："卜发死，子思洪发嗣，自天顺、成化，每朝贡辄署孟养地名，俨然自有其地矣。"
2. 1 2  嘿勐咕勐，109页
3. ↑  Ney Elias（1876），27页
4. ↑  明宪宗实录·十四卷，327页，成化元年二月甲辰条："云南孟养地方思洪法遣陶孟刀板庆并威远州土官舍人刀朔罕遣头目刀昔恩等来朝贡象马并金银器皿等物赐衣服彩叚有差"
5. ↑  明宪宗实录·六二卷，1276页，成化五年正月癸未条："孟养地方思洪发遣陶 刀白蛮等各来朝贡象马并金银器皿赐宴并衣服彩叚等物有差"
6. ↑  明宪宗实录·九四卷，1810页，成化七年八月癸亥条："镇守云南太监钱能等奏初缅甸宣慰卜剌浪奏称贡掌孟养二地旧为所辖欲争据之寻奉旨往勘贡掌系木邦陇川分治孟养系思洪发所掌非缅甸地难从所请事下兵部议宜令云南守臣移文戒饬诸夷从之"
7. ↑  明宪宗实录·一三〇卷，2462页，成化十年闰六月丁亥条："云南孟养曩罕岳思洪发母子遣陶孟刀板庆等来朝贡象马及金银器赐宴并衣服彩叚等物有差仍命赍敕并文锦彩叚回赐曩罕岳思洪发"
8. ↑  琉璃宫史，484页
9. ↑  琉璃宫史，499页
10. ↑  明宪宗实录·一九五卷，3436页，成化十五年十月乙酉条："缅甸求孟养贡掌地不许缅甸宣慰卜剌浪等奏昔麓川思任发叛朝廷敕有能擒获者以麓川孟养地与之后臣擒思任发叛其妻子以献而不蒙赐地今思洪发复欲夺贡掌地贡掌乃缅甸朝贡驻泊之所"
11. ↑  明宪宗实录·一九五卷，3436页，成化十五年十月乙酉条："兵部尚书馀子俊等以为思任发族属累经赦宥思洪发不闻有过岂可夺其土地"
12. ↑  明宪宗实录·一九五卷，3436页，成化十五年十月乙酉条："上令兵部谕其使臣曰朝廷一视同仁无间华夷凡经赦不再犯者俱不复治孟餋贡掌是尔朝贡往来之所已诏边臣谕思洪发凡尔使经过不得阻滞"
13. ↑  Saroj（2005），41页